# ナグスヘッドの作り話

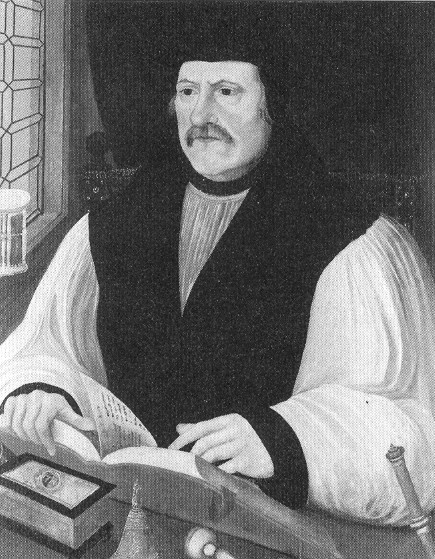
カンタベリー大主教マシュー・パーカーの肖像

ナグスヘッドの作り話（ナグスヘッドのつくりばなし、英語: Nag's Head Fable）は、カンタベリー大主教マシュー・パーカーは厳粛な聖別を受けていない代わりに、ナグスヘッドの酒場で聖書を頭に乗せながら聖別をされた、と主張した作り話。この話はパーカーが聖別された40年以上も後に作られ、ローマ・カトリック圏に広まり、20世紀になって真実が広まるまで本当と思われていた。

## 事実と虚実
エリザベス1世の統治において最初の礼拝統一法が可決された際、14人の主教たちはその地位を追われ、ランダフ主教を除くすべての主教が空位となった。ここで問題となったのが、どのようにして使徒継承を途切れさせずに聖別を行うかということであったが、ランダフ主教は新しいカンタベリー大主教の聖別を務めることを拒否した。その後、パーカーは大主教に選ばれた。ナグスヘッドにおいて下品な聖別が行われたという作り話は、実際の聖別より40年も後である1604年に、イエズス会所属のクリストファー・ホーリーウッドによって作られたと見られている。
このプロパガンダによれば、先のチチェスター主教であるジョン・スコーリーは呼び出されてチープサイド(en)にあるナグスヘッドの酒場で聖別を勤めたという。そこでパーカーはおそらく、スコーリーが「Take thou authority to preach the word of God sincerely（聖別する際の決まり文句）」という間、聖書を頭の上に置きながら聖別されたという。この話は後に、ランベス・パレス(en)のチャペルにいたパーカーの聖別を見ていた人たちによる多数の記述をもって、嘘だとしてはねつけられた。これらによればナグスヘッドで起こったのは聖別ではなく、それに参加した人たちがその後そこで夕食を取ったに過ぎないという。さらにスコーリーだけではなくウィリアム・バロー、マイルス・カヴァーデール、そしてジョン・ホジキンスの4人全員が聖別を行っているということも分かっている。
現代に近い19世紀後半にいたっても、スリランカのような国では無節操な論客によって、この作り話は依然として事実として語られていた。